# Surdo fabulam narrare
 Surdo fabulam narrare  лат. (изговор: сурдо фабулам нараре). Глувоме причати причу. (Хорације)

## Поријекло изрека
Изрекао Римски лирски пјесник Хорације у посљедњем вијеку старе ере.“

## Тумачење
Глувоме причати причу, значи да је неће чути!То је исто као причати вјетру! Употребљава се када се хоће казати да је причање било бесмислено.